# Gnomone

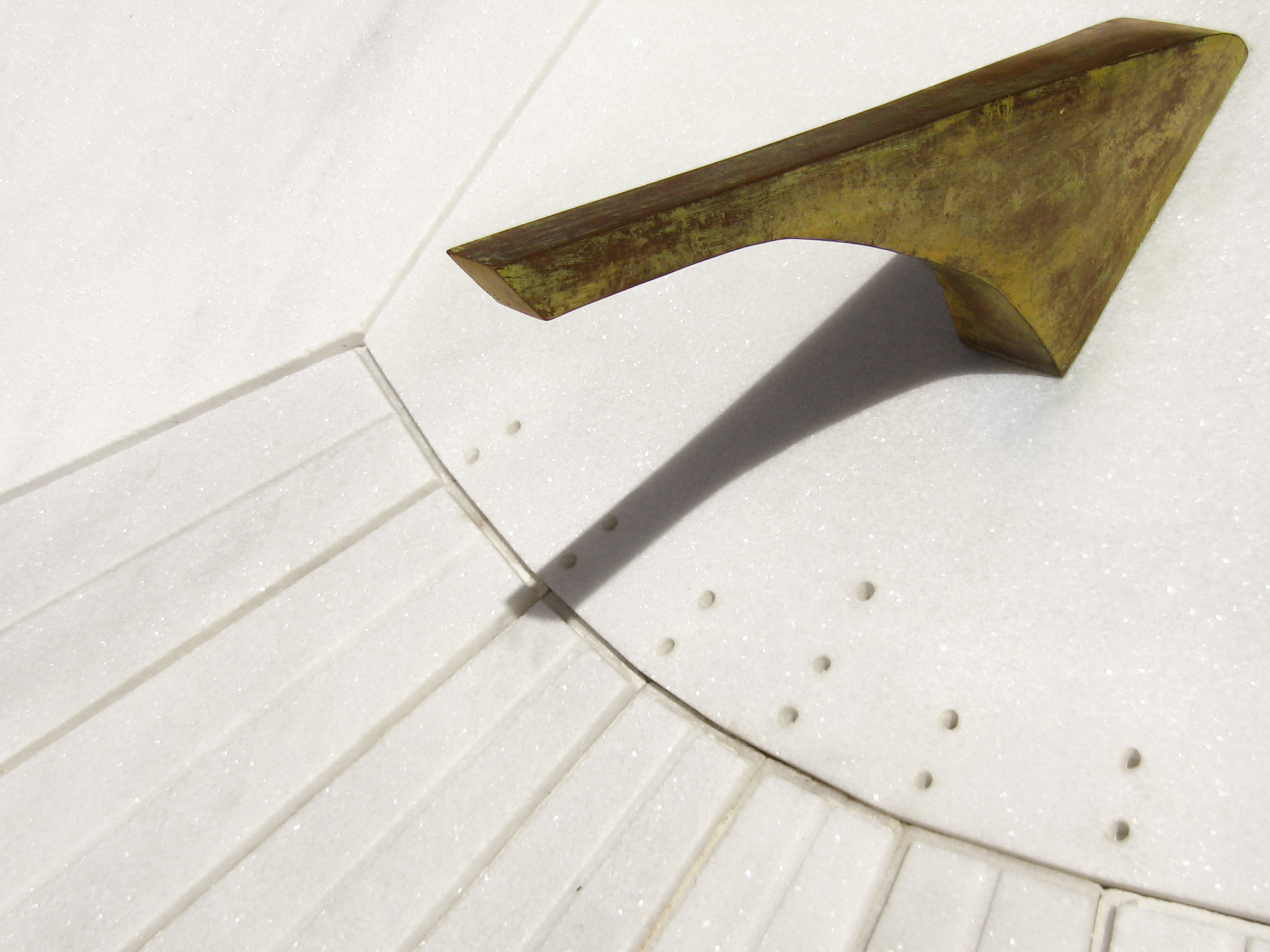
Gnomone in legno

Lo gnomone (in greco antico: γνώμων?, gnṓmōn) nella sua accezione astronomica indica la parte dell'orologio solare che proietta la propria ombra sul piatto. In geometria invece indica una figura che aggiunta o sottratta a un'altra ne mantiene la forma.

## Significato astronomico
Il tipo più comune di gnomone è la punta dello stilo, cioè un'asta che sporge dal quadrante. Per aumentarne la robustezza, lo stilo può essere realizzato sotto forma di tripode o di lastra metallica triangolare. Nei quadranti più complessi, lo gnomone è un punto particolare dello stilo, detto nodo, la cui ombra permette di conoscere sia l'ora sia il periodo dell'anno. In tal caso lo gnomone è una sfera, un mirino o un foro gnomonico.
Normalmente l'asta è disposta parallelamente all'asse di rotazione terrestre, e in questo caso prende il nome di stilo polare. Lo stilo polare presenta alcune proprietà particolari, tra cui il fatto di intersecare il quadrante nel punto da cui si dipartono le linee orarie, proiettando così un'ombra che non interseca queste linee per tutta la propria lunghezza, rendendo quindi più immediata la lettura.
In altri casi si usa l'ortostilo o falsostilo
, cioè uno stilo che sporge perpendicolarmente al quadrante. Il falsostilo ha il vantaggio di essere più corto e soprattutto di rendere più compatto il quadrante, perché non è più necessario includere nel quadrante il polo da cui si dipartono le linee orarie. L'unico svantaggio è che la sua ombra interseca più linee, per cui la lettura dell'ora si basa osservando esclusivamente la proiezione del nodo o della punta.
Nelle meridiane a camera oscura lo gnomone è costituito dal foro gnomonico che proietta sul quadrante un unico punto luminoso. Di solito si tratta di un foro circolare realizzato sul tetto o sulla parete di un grande edificio, mentre il quadrante occupa il pavimento o la parete opposta.
Lo gnomone più famoso è quello dell'Horologium Augusti anticamente posizionato nel Campo Marzio, per la cui realizzazione venne trasportato a Roma, da Eliopoli, l'obelisco del faraone Psammetico II, ora visibile di fronte a Palazzo Montecitorio.
Secondo Favorino fu Anassimandro il primo a inventare lo gnomone, conficcando un'asta al centro di un quadrante disegnato nell'agorà di Sparta.

## Significato geometrico
Dato che gli gnomoni più rudimentali erano aste perpendicolari al piano il termine era diventato sinonimo di perpendicolarità. Negli Elementi di Euclide si incontra il termine gnomone indicante una figura a forma di "L" variamente angolata che aggiunta (o sottratta) a un parallelogramma ne produce un altro di diverse dimensioni ma simile all'originale. Nel caso particolare del rettangolo l'angolo è di 90 gradi e la "L" diventa una squadra adatta a costruire angoli retti. Probabilmente a questo gnomone a forma di squadra si riferiva Enopide di Chio quando, secondo il racconto di Proclo, affermava che il segmento perpendicolare era "secondo lo gnomone".
Questo originale significato viene poi generalizzato: il matematico dell'antica Grecia Erone di Alessandria definisce gnomone ciò che, aggiunto o sottratto a un'entità (numero o figura), forma una nuova entità simile all'iniziale. 

Uno gnomone negli Elementi (Euclide)
"Conchiglia" simile dopo sottrazione di gnomoni[9]
Esagono simile dopo somma di gnomoni
Triangolo equilatero gnomone di un pentagono
Triangolo rettangolo gnomone di un ennagono
Triangolo scaleno gnomone di un esagono

Anche se il termine gnomone di volta in volta è associato a una particolare figura in realtà sottintende una relazione perché coinvolge sempre un'altra figura di riferimento.
La relazione non gode della proprietà riflessiva ma esistono interessanti casi particolari che soddisfano questa proprietà. Il triangolo rettangolo isoscele infatti è gnomone di sé stesso come anche il rettangolo con i lati in rapporto {\displaystyle {\sqrt {2}}} come nei fogli in formato A4.
Possiamo dire che il quadrato è lo gnomone di un rettangolo aureo perché, se il lato del quadrato è pari al lato maggiore del rettangolo, unendoli si ottiene ancora un rettangolo aureo ma non viceversa perché aggiungendo a un quadrato un rettangolo evidentemente non si può ottenere un altro quadrato. Esiste però almeno un caso particolare in cui la proprietà simmetrica è valida: i due triangoli isosceli aurei sono infatti uno lo gnomone dell'altro.

### Gnomoni aurei
Il quadrato in quanto gnomone del rettangolo aureo potrebbe essere definito a sua volta aureo. Così per i triangoli aurei isosceli, acutaureo e ottusaureo, e i loro gnomoni.

L'ottusaureo nel ruolo di gnomone dell'acutaureo
L'acutaureo nel ruolo di gnomone dell'ottusaureo
L'ottusaureo nel ruolo di gnomone di un ennagono
L'acutaureo nel ruolo di gnomone di un ottagono
La coppia di triangoli aurei isosceli nel ruolo di gnomone di un pentagono